# Josefina Miró Marsà
Josefa Miró Marsà (Barcelona, 30 novembre 1927), coneguda com a Josefina Miró Marsà, és una pintora i dibuixant que va desenvolupar la seva activitat artística a meitats del segle xx.
En els inicis de la seva trajectòria va cultivar una pintura expressionista que va evolucionar cap a l'abstracció geomètrica i cap a l'informalisme més tard. També se l'ha enquadrat com a neofigurativa per part de diversos estudis del panorama artístic espanyol. Segons Josep María Garrut, Miró Marsà, «con sólida intuición del color, supo expresarse en las gamas frías y calientes con maestría, como destacó más tarde en la época abstracta».
Va cursar estudis en l'Escola Superior de Belles Arts de Sant Jordi. Va participar en diversos certàmens i exposicions col·lectives de Barcelona, entre ells el Saló de Maig i diverses edicions dels Salones Femeninos de Arte Actual de Barcelona. El desembre de 1950 va participar en el concurs organitzat per les Galerías Layetanas amb l'obra Navidad, que va aconseguir valoracions positives. L'any 1960 va exposar una pintura a l'oli a l'Exposició Nacional de Belles Arts de Barcelona, al catàleg de la qual apareix citada com a deixeble d'Antoni Vila Arrufat.

## Obres destacades
- 1960 - Abstracció (oli sobre tela), conservada a la Biblioteca Museu Víctor Balaguer.[3]
- c. 1962 - Barco amb dos màstils (tècnica mixta sobre tela), conservada a la Biblioteca Museu Víctor Balaguer.[3]